# بوينت كوك
بوينت كوك (بالإنجليزية: Point Cook)‏ هي ضاحية في مدينة ملبورن في ولاية فيكتوريا في أستراليا.
ويقع فيها متحف القوات الجوية الأسترالية. بلغ عدد سكانها عام 2018 حوالي 60105 نسمة.